# Paulo Rodrigues Barc
Paulo Rodrigues Barc (nacido el 10 de mayo de 1960) es un exfutbolista brasileño que se desempeñaba como centrocampista.
Jugó para clubes como el Verdy Kawasaki entre 1993 y 1994.

## Trayectoria

### Clubes
| Club           | País  | Año         |
| -------------- | ----- | ----------- |
| Verdy Kawasaki | Japón | 1993 - 1994 |

## Estadística de carrera

### J. League
| Club           | Año   | J. League | J. League | Copa J. League | Copa J. League | Total | Total |
| Club           | Año   | Part.     | Goles     | Part.          | Goles          | Part. | Goles |
| -------------- | ----- | --------- | --------- | -------------- | -------------- | ----- | ----- |
| Verdy Kawasaki | 1993  | 0         | 0         | 0              | 0              | 0     | 0     |
| Verdy Kawasaki | 1994  | 3         | 0         | 0              | 0              | 3     | 0     |
| Total          | Total | 3         | 0         | 0              | 0              | 3     | 0     |

## Palmarés

### Títulos nacionales
| Título         | Club           | País  | Año  |
| -------------- | -------------- | ----- | ---- |
| Copa J. League | Verdy Kawasaki | Japón | 1993 |
| J1 League      | Verdy Kawasaki | Japón | 1993 |